# Actionnaire activiste
Un actionnaire activiste est un actionnaire plus actif que les autres, et qui utilise la part du capital qu'il détient dans une société cotée pour y influencer la politique ou la structure de gouvernance de l'entreprise, voire sa production ou ses objectifs.
Il s'agit d'une personne physique ou morale, généralement minoritaire, voire très minoritaire, qui « exige d'une société du changement, en faisant campagne, au-delà du dialogue bilatéral avec l'entreprise, auprès de sa direction, d'autres actionnaires et parfois publiquement ». 
L'actionnaire activiste cherche à faire coïncider les buts des dirigeants de l'entreprise avec les siens, ou avec ceux de lobbys (financiers, industriels, politiques…) pour lesquels il travaille, ou avec ce qu'il estime être le bien commun et l'intérêt général (actionnariat engagé). L'activisme actionnarial est une tendance qui semble émerger vers le milieu du XXe siècle et qui n'a cessé de progresser, dont en Europe et moindrement en France.
Selon Forbes (2019), les actionnaires activistes (hors short sellers) affirment généralement jouer un rôle bénéfique de création de valeur, et faire augmenter le cours du titre, en poussant à la performance et au rendement supplémentaire pour les investisseurs.
Quand il vise des groupes considérés comme stratégiques pour leur pays hôte, il devient un enjeu plus crucial.

## Histoire
Le phénomène semble apparu aux États-Unis au milieu des années 1980 où les actionnaires activistes sont parfois dénommés « sponsors de résolutions » ou « actionnaires dissidents ». Dans ce pays, La SEC a en 1992 modifié la règle sur les « batailles de procurations » en encourageant le consensus entre actionnaires minoritaires qui peuvent alors exposer en 500 mots leurs attentes à la direction. Le phénomène s'est développé avec l'augmentation des cas d'entrisme d'investisseurs institutionnels dans le capital des sociétés cotées.
Les observateurs notent depuis la fin du XXe siècle des campagnes plus fréquentes et souvent plus médiatiques.
Les études du phénomènes indiquent un phénomène ancien et plutôt anglo-saxon, mais qui s'appuie sur les réseaux sociaux et se déplace vers l'Europe et l'Asie et qui prend de l'ampleur depuis le début du XXIe siècle.

## Typologies

### Typologie de profil d'actionnaire activiste
Il n'y a pas de profil unique du « petit actionnaire » minoritaire devenant activiste, mais, selon ses objectifs, la littérature en distingue plusieurs types principaux, très différents voire opposés (« schizophrénie sur l'activisme ») :
1. l'actionnaire individuel (particulier), qui espère un complément de revenu de son portefeuille d'actions. Il recherche des plus-values et dividendes plus élevés. Un cas particulier est le salarié actionnaire de l'entreprise elle-même (patron, cadre, ouvrier) qui peut faire passer la santé et pérennité de son entreprise, ou ses conditions de travail, avant son souhait de dividendes.
2. l'actionnaire industriel (entité industrielle ou commerciale) qui veut faire de sa participation dans une autre société une source de relations d'affaires (clients-fournisseurs) ou qui a un intérêt managériale ou de connaissance de l'entreprise (Charreaux, 2002) et souhaite orienter ses choix stratégiques ou organisationnels. Il cherche à maximiser son retour sur investissement, en termes de dividendes et/ou de plus-values en termes de transactions commerciales avantageuses pour lui.
3. l'actionnaire dit institutionnel (fonds de placement), expérimenté, qui a un souci de diversification sectorielle et géographique mises. C'est le profil qui est probablement le plus « efficace » ;  les principaux types de fonds (qui peuvent coexister parmi les actionnaires d'une entreprise cotée) sont :

- le « fonds mutuel classique » (fonds de pension (ex : CalPERS, leader mondial), fonds d'assurance-vie des compagnies d'assurance ou des banques...). Leur objectif est de gagner de l'argent
- le hedge funds (« fonds d'abritrage », plus spécialisé, investissant des montants plus hauts que « fonds mutuel classique » et dans un moindre nombre d'entreprises, pour peser sur les choix des dirigeants). Ce type de fonds est en forte croissance depuis la fin du XXe siècle - le « fonds socialement responsables », "vertueux", ou fonds mutuel à objectif social ou à vocation militante », qui recherche un certain retour financiers sur investissement, mais sur des principes et critères précis de soutenabilité sociale, environnementale et économique, en refusant par exemple les entreprises d'armement, de tabac, agroindustrielle, pétrolières, ou délocalisant pour les raisons de coût de main-d'œuvre, etc.).

### Typologie d'objectifs
Ils varient grandement selon le type d'actionnaire, avec par exemple : 
- un objectif éthique (orienter une entreprise vers la soutenabilité environnementale, vers plus de transparence, vers le respect des droits humains, une rémunération plus normale des dirigeants, leur légitimité, le rôle effectif du conseil d'administration, la prise en compte d'enjeux sociaux, sociétaux, de développement local, etc.)[11] ;
- le premier stade d'une forme alternative de prise de pouvoir, via une action collective montée par des investisseurs institutionnels[12], des lobby ou associations[13] et parfois par des syndicats de salariés[14] voire des unions religieuses[6] ;
- un objectif de Manipulation boursière ;
- un objectif fortement spéculatif de gain à court ou moyen terme ; l'« actionnaire activiste » peut alors pousser la valeur des actions à la hausse en faisant savoir que, selon lui, la société est sous-cotée, sous-valorisée et qu'il faut révéler sa valeur ; ou au contraire il peut affirmer que la société est surcotée et vendre ses actions à découvert (en pariant sur le fait que le cours de la société va chuter).

### Typologie de moyens
Deux comportements activistes opposés sont l'« intervention stratégique de confrontation » (allant jusqu'à la déclaration d'une guerre ouverte contre les dirigeants) et le « consensus stratégique en coopération ». Ils ont des effets très différents sur l'image de l'entreprise, sur la prise de risque des gestionnaires et in fine sur la performance d'innovation de l'entreprise. Dans tous les cas, l'activisme actionnarial peut avoir un impact (positif ou négatif) sur le cours des entreprises cotées. Le bilan global de ces effets est encore discuté.
Pour arriver à ses fins, l'activiste actionnarial peut mettre en œuvre des processus d'influence complexe et très varié, qui dépendront notamment de ses objectifs et de la nature et du poids de la « coalition dissidente », allant d'une activité de lobbying plus ou moins appuyée jusqu'aux actions judiciaires systématiques et médiatisées, en passant par les batailles de procurations.

## Les parties prenantes
On trouve parmi elles :
- des activistes individuels (dont le cas particulier de cadres et autres salariés de l'entreprise qui comme le soulignait Desbrières en 2002, peuvent former une coalition avec la direction en cas d'OPA hostile risquant de déboucher sur des restructurations)[18] ;
- des « fonds activiste » (tels Elliott Management, qui en juillet 2019 a annoncé vouloir acquérir des instruments financiers liés aux actions du groupe français de conseil en ingénierie Altran Technologies ou acquérir des actions de ce groupe Altran, ce qu'il a respectivement fait en août et fin septembre, en perturbant l'offre publique d'achat (OPA) faite par Capgemini sur Altran)[1] ;
- des sociétés cotées en Bourse[1] ;
- des fonds indiciels[1] (« longtemps accusés de gestion passive »)[11];
- des hedge funds[1] ;
- des agences de conseil en vote[1] (ex : ISS et Glass Lewis), des agences de communication financière, des lobbyistes et avocats ;
- des régulateurs[1],
- des auditeurs (car certaines campagnes d'activisme accroissent les risques de litige et d'atteinte à la réputation de l'entreprise ou de poursuites liées à la comptabilité ou au non-respect de la législation)[19] ;
- ainsi que bien d'autres acteurs financiers[1].

## Éléments de définition de l'activisme actionnarial
Il n'y a pas de définition juridique du terme.
- pour Caroline Ruellan (présidente de Sonj Conseil et du Cercle des administrateurs), c'est : « l'action menée par un actionnaire minoritaire afin d'exercer une influence sur l'entreprise, en utilisant les droits que la loi lui reconnaît en contrepartie du risque social qu'il a accepté de courir, sans volonté de devenir majoritaire ni prendre le contrôle de l'entreprise »[20]. Cette définition n'intègre pas l'actionnaire qui serait majoritaire[21] ;
- pour Bertrand Cardi[22], c'est : « quelqu'un qui demande publiquement une modification de la stratégie, de la direction au sens large ou de la structure financière de la société » ;
- pour Rich Thomas  managing director chez Lazard), c'est « un comportement d'investisseur que tous les actionnaires peuvent manifester dans une certaine mesure à un moment donné »[1] ;
- pour la direction générale du Trésor du ministère de l'économie et des finances, interrogé par une mission parlementaire en 2019, c'est : « tout actionnaire engagé et désireux de faire valoir son point de vue sur la stratégie d'une entreprise se trouve en position d'être qualifié d'activiste »[1].

## Objectifs
L'actionnaire activiste peut avoir des objectifs variés. Parfois avec d'autres, il essaye de réorienter la stratégie commerciale ou financière de l'entreprise (dans des directions financières ou non).

### Objectifs financiers
Les actionnaires visent souvent à maximiser la rentabilité en demandant par exemple un changement de structures de financement, des licenciements, une réduction des coûts, le versement de dividendes plus élevés, une optimisation fiscale , etc. Ils peuvent avoir des moyens de pression importants, dans le cas de certains hedge funds agressifs par exemple,.

### Objectifs non financiers
Les principales motivations non-financières concernent :
- la structure fonctionnelle de l'entreprise (l'activiste cherche par exemple à imposer un changement d'administrateur, de patron ou de conseil d'administration, de système de décision ou de gouvernance, ou il cherche à faire adopter des processus visant à économiser l'eau, l'énergie, le foncier, du temps ou des matières premières...) ;
- l'éthique et/ou la morale, en poussant l'entreprise à évoluer vers une « finance responsable »[25] via une prise en compte accrue de la responsabilité sociale et environnementale ou de la responsabilité sociale de l'entreprise[26] ; avec un souhait de désinvestissement d'activités carbonées facteurs d'inégalités sociales ou destructrices de biodiversité, de cultures locales ou socialement insoutenables pour des raisons de santé publique, etc. ce qui peut par exemple impliquer de quitter certains pays non démocratiques ou irresponsables en termes d'environnement, ou négocier des politiques de développement soutenable allant plus loin que le green washing, etc.).

L'activisme social est parfois un contre-pouvoir qui limite par exemple les inégalités salariales ; Par exemple, Yves Michaud, actionnaire activiste solitaire a réussi au Canada — après une victoire devant les tribunaux contre plusieurs institutions bancaires canadiennes — à imposer lors des assemblées générales annuelles tenues par la plupart des grandes banques canadiennes, la soumission de propositions de limitation des rémunérations des dirigeants de banques, et à assurer l'indépendance des membres du conseil d'administration.
L'activisme actionarial peut contribuer pousser à faire évoluer l'entreprise vers la reconnaissance de l'égalité des chances et des salaires entre hommes et femmes, avec par exemple un effet #MeToo (stratégie de lutte contre le machisme et les agressions sexuelles, quotas de femmes administratrices...),.
Inversement, dans certains cas, des lobbys industriels (tabac, amiante, gaz, pétrole, lobby du charbon, nucléaire, chimie, agrochimie, biotechnologies, nanotechnologies, pharmaceutique, etc.) peuvent chercher a entretenir le déni des impacts socio-environnementaux et climatiques de la politique de l'entreprise, ou acquérir un nombre suffisant de voix et d'influence dans le conseil d'administration pour imposer à l'entreprise de ne pas évoluer et de poursuive ce type d'activités même si d'autres actionnaires n'iraient pas dans ce sens.

## Coûts
Du point de vue de l'actionnaire activiste, par rapport à une offre publique d'achat, une stratégie activiste est bien moins onéreuse, puisqu'avec 10 % des voix il peut peser sur la gestion de l'entreprise, et ce, d'autant plus quand le capital flottant est élevé.

## Moyens
Les actionnaires activistes peuvent agir par de nombreux moyens : apports d'arguments, campagnes de lobbying ; storytelling et publicités éventuellement ciblées sur les actionnaires majoritaires, recours à des audits, appel au public et recours aux médias, aux syndicats… ; prise de parole et adoption de résolutions en Assemblée générale, parfois en sollicitant à l'avance les votes des autres actionnaires en faveur ou en défaveur d'un projet ou d'une résolutions ; voire via des négociations directes avec l'équipe de management.
Parfois, s'engage une bataille de vote et/ou de procurations (« proxy fight ») où des actionnaires mécontents cherchent à en convaincre d'autres de leur délivrer des pouvoirs pour voter aux assemblées pour peser pour ou contre des résolutions proposées par la direction. Ce "combat" ne vise pas à contrôler la société, mais à acquérir un poids significatif au conseil d'administration et à l'AG, pour influer sur certaines décisions. Ces batailles sont courantes aux États-Unis, et rares en France car la structuration de l'actionnariat des sociétés cotées en Bourse y freine plus facilement les actionnaires minoritaires mais le phénomène semble se développer),. Deux exemples français étudiés par Albouy et Schatt (2004, 2008) sont les batailles de procurations du Groupe André et de la société Eurotunnel où les petits actionnaires ont fini par renverser la majorité au conseil d'administration dans ces deux cas,.
D'autres procédés tels que cadeaux, faveurs, tromperies, pressions appuyées ou menaces sortent de la légalité et sont susceptibles d'entrainer des poursuites.

## Tendances et statistiques
Dans les années 2000-2010, deux tendances au moins semblent se dessiner :

### Hausse de l'activisme
En 2012, 24 % des entreprises ciblées par des groupes ou fonds activistes étaient capitalisées à plus d'un milliard de dollars, c'est près de deux fois plus que les 11 % mesurés en 2010.
Selon la banque Lazard qui publie périodiquement une étude sur l'activisme actionnarial, 
le nombre d'activiste et de campagnes activistes est en augmentation, et elles gagnent aussi en envergure ; en 2018 un nombre record de campagnes a été recensé dans le monde avec 226 sociétés ciblées (contre 188 en 2017). Le nombre d'activistes croît dans le monde : 131 "investisseurs actifs" en 2018, dont 40 pour la première fois.
Les États-Unis sont particulièrement concernés : 922 entreprises ont été publiquement l'objet de demandes par des activistes en 2018, contre 856 en 2017 et 607 en 2013. Sur ces 922 entreprises, 53 % (491 entreprises), sont situées aux États-Unis.
Le succès de l'activisme actionnarial augmente aussi : En 2018, 161 sièges dans les conseils d'administration avaient été obtenus par des activistes ; c'est 56 % de plus qu'en 2017.
Une affaire particulièrement médiatisée en Europe en 2018 a été celle du fonds Elliott Management chez Telecom Italia, un groupe privé de télécommunications italien. Vivendi était premier actionnaire avec 24 % des parts lorsque le fonds Elliott Management a annoncé en avril 2018 avoir acquis 5 % des parts, puis 9 %. Critique de la stratégie suivie par Telecom Italia, le fonds a affiché sa volonté de faire entrer au conseil d'administration des administrateurs indépendants. Il a réussi à faire élire 10 administrateurs sur les 15 que compte le conseil d'administration, avec 49,84 % des voix, contre 47,18 % pour la liste présentée par Vivendi.
Les activistes ou fonds activistes sont de plus en plus souvent soutenus les investisseurs « traditionnels » (sociétés de gestion d'actif, autrefois plutôt « passifs » mais s'impliquant de plus intimement dans la gestion des entreprises dont ils sont actionnaires) Ainsi, la Caisse des dépôts italienne a soutenu les activiste dans le dossier Elliott Management/Telecom Italia. Ainsi, note l'étude Lazard, les 6 premiers mois de 2019 107 nouvelles campagnes activistes ont été comptabilisées, visant 99 entreprises ; le fonds Elliott Management étant celui qui a le plus mobilisé le volume en termes de capital (3,4 milliards de dollars).
En 2019 Weinstein et ses collègues estiment que le marché des États-Unis devient moins intéressant pour les activistes qui se tournent alors vers l'Asie (Japon en particulier, devenu selon l'étude Lazard, pour les 6 premiers mois de 2019, la première 'cible' des activistes après les États-Unis.
Dès 2009, Michel Albouy et Alain Schatt, professeurs de finance, signalent « un réveil des actionnaires minoritaires et un engagement plus important de leur part » ; l'Europe (au Royaume-Uni surtout) voit aussi la pression de l'activisme actionnariat augmenter via les fusions-acquisitions en 2019, poursuivant la tendance de 2018, marquée par 58 campagnes en Europe (23 % du total des campagnes dans le monde). Pernod-Ricard, ThyssenKrupp et Telecom Italia ont par exemple été concernés.
La direction générale du Trésor souligne par ailleurs que l'environnement européen est particulièrement propice à la conduite de campagnes activistes. Plusieurs facteurs sont mis en avant : l'ouverture capitalistique des marchés européens, l'endettement important de certaines entreprises et une valorisation relativement faible comparée aux entreprises américaines.
Aucun changement législatif n'explique ce tournant dans le nombre de campagnes activistes en Europe. Les actionnaires activistes utilisent des pouvoirs déjà existants : le droit à l'information et le droit de déposer des résolutions et de voter en assemblée générale. Celle-ci devient le « lieu d'expression et d'exercice de la démocratie actionnariale », et le « lieu privilégié de cristallisation de cette nouvelle relation [entre les activistes et l'entreprise], avec un recours aux outils mis à disposition des actionnaires par la loi ».

### Conclusion par un accord
Une étude (mai 2019, intitulée Dancing with activists) conclut que, toutes choses égales par ailleurs, dans les contextes (campagnes) où un fonds activiste est en capacité d'obtenir des sièges au conseil d'administration, un nombre croissant d'entreprises ainsi ciblées passent un accord avec le fonds activiste, en évitant un vote en assemblée générale mais permettant dans la majorité des cas, aux activistes d'obtenir la nomination au conseil d'administration des personnes de leur choix.
Selon les auteurs, si les changements opérationnels n'interviennent pas immédiatement après l'accord, ils ont généralement lieu dans les mois qui suivent. Le marché réagirait donc dans ces cas positivement à ces campagnes, et non au détriment des autres actionnaires. Ceci évite un proxy fight parfois très coûteux pour le fonds.

## Exemples célèbres d'investisseurs activistes

### Investisseurs uniques
- Carl Icahn
- Daniel Loeb
- Stephen Mayne
- Joseph Oughourlian

### Fonds d'investissements
Parmi les fonds d'investissement connus pour leur politique activiste, on peut citer :
- aux États-Unis : les fonds Icahn Management LP, Santa Monica Partners Opportunity Fund LP and Relational Investors, LLC, Elliott Management Corporation, Muddy Waters Research, Colony Capital[1] ; ou encore Blackrock, le plus important gestionnaire d'actifs au monde, connu comme actionnaire activiste souvent agressif ;
- en Europe : le fonds Amber Capital[1] ;
- au Royaume-Uni : le fonds The Children's Investment Fund Management (en) (TCI)[1] ;
- en France : le fonds Charity Investment Asset Management (CIAM)[1].

## Effets sur la performance ou le marché, critiques de l'activisme actionnarial
Les détracteurs des « fonds activistes »  mettent en doute l'idée que l'activisme soit bon pour les entreprises ou le marché.
Certaines études concluent que l'activisme actionnarial médiatique n'a « aucun impact sur la performance du marché » et d'autres qu'il « joue un rôle approprié et efficace dans la création de valeur ». Par opposition à l'activisme affiché et médiatisé, il existe « un activisme privé » plus discret , qui se pratique "en coulisses" (et dont les conséquences sont donc encore mal évalué par la Recherche) et qui pourrait être la forme la meilleure et la moins coûteuse d'activisme.
selon Bouaziz & al. (2020), quand l'objectif des activistes est la manipulation des bénéfices (aussi dénommée gestion des profits) et des résultats (généralement opportuniste et égoïste), elle peut conduire à des pratiques frauduleuses, et a un impact négatif sur la performance du marché ; la performance de l'entreprise diminue chaque fois que les managers s'engagent dans cette direction ; de plus l'activisme actionnarial est généralement inefficace vis à vis des choix comptables et en matière de gestion des résultats, probablement en raison d'un « manque de compétence de suivi » faisant que les actionnaires activistes peinent à définir et mettre en œuvre des stratégies à travers leurs propositions.
Selon une étude (2018) basée sur 182 entreprises chinoises, l'intervention stratégique réduit la prise de risque des managers et la performance d'innovation de l'entreprise. Inversement, le consensus stratégique encourage la prise de risque des managers et l'innovation dans l'entreprise.
Les détracteurs des « fonds activistes » alertent aussi sur le court-termisme des stratégies agressives de groupes « activistes », et sur le fait que les "attaques" lancées par ces fonds peuvent fragiliser des entreprises déjà vulnérables et parfois les conduire à la faillite avec conséquences sociales que l'on sait. Certains de ces actionnaires qui utilisent cyniquement leurs droits de vote pour spéculer à la baisse en aggravant les difficultés qu'ils affirment vouloir résoudre.
En 2018, Agnès Touraine (présidente de l'Institut Français des Administrateurs) interrogée par l'« AGEFI Quotidien » expliquait que « ces activistes, qui ont pour objectif de déstabiliser l'entreprise – d'ailleurs on parle d'« attaque » – nous inquiètent ». De plus ces fonds promettent souvent des taux de retour "déraisonnables" à leurs investisseurs et selon elle « si 75% des campagnes activistes débutent de manière collaborative et amicale, 60% finissent en conflit. Rien de surprenant puisque ces fonds promettent en moyenne 20 à 25% de rendement à leurs actionnaires, un taux de retour déraisonnable pour une entreprise ».

## En France
L'activisme actionnarial qui était typique des contextes anglo-saxons, commence à s'étendre en France, avec par exemple pour 2018 quatre entreprises touchée par une guerre médiatisée entre des actionnaires minoritaires et la direction : Casino, Pernod Ricard, Safran et Scor. En 1992 s'est constituée une association de défense des actionnaires minoritaires (ADAM) et dans certains cas une association spécifique a été créée (ex AEE : Association pour l'Action Eurotunnel crée en 1991 ; et ADACTE : Association de Défense des Actionnaires d'Eurotunnel).
En 2019, la Commission des finances de l'Assemblée nationale estime que cette pratique va se développer en France et s'inquiète de certaines méthodes d'actionnaires activistes, toxiques pour les entreprises ; son rapport (2 octobre) liste 13 recommandations pour augmenter la transparence des marchés et limiter certaines pratiques (vente à découvert notamment), pour autant les deux auteurs du rapport estiment que pour défendre l'attractivité de la place financière de Paris, après le Brexit, il ne faut pas légiférer dans ce domaine. Selon l'avocat Frédéric Peltier dans une tribune au Monde, ce n'est pas l'activisme actionnarial (qui n'est pas actuellement répréhensible) qu'il faut stigmatiser mais la spéculation financière.

#### Rapport parlementaire
- Assemblée Nationale, « Activisme actionnarial ; Rapport d'information déposé en application de l'article 145 du règlement, par la commission des finances, de l'économie générale et du contrôle budgétaire, en conclusion des travaux d'une mission d'information relative à l'activisme actionnarial (confiée à M. Éric Woerth et M. Benjamin Dirx), no 2287 , déposé(e) le mercredi 2 octobre 2019 ; Mis en ligne le 7 novembre 2019 », sur Assemblée nationale (consulté le 17 novembre 2021)
« Activisme actionnarial : examen d'un rapport d'information - Assemblée nationale », sur www2.assemblee-nationale.fr (consulté le 17 novembre 2021).